# 長沙黄花国際空港
長沙黄花国際空港（ちょうさ こうか こくさいくうこう）は、中華人民共和国・湖南省長沙市長沙県黄花鎮に位置する国際空港である。

## 沿革
- 1986年6月25日 : 建設着工
- 1989年8月29日 : 開港
- 2011年6月9日 : 第2ターミナル 完成

## 就航路線
- 国内:北京/首都、北京/南苑、上海/浦東、上海/虹橋、広州、廈門、南京、合肥、重慶、福州、深圳、珠海、貴陽、掲陽、蘭州、海口、三亜、ハルビン、張家界、長春、大連、瀋陽、太原、西安、成都、天津、ウルムチ、昆明、寧波、温州、青島、済南、西寧、懐化、鄭州、南寧
- 香港
- 韓国:ソウル/仁川
- 台湾:台北/松山、高雄、台中[1]
- タイ:バンコク[2]
- 日本:東京/成田、大阪/関西[3]
- ケニア:ナイロビ
- アメリカ合衆国:ロサンゼルス

### 国内線
| 航空会社     | 就航地 |
| ------------ | ------ |
| 中国南方航空 |        |
| 中国東方航空 |        |
| 中国国際航空 |        |
| 海南航空     |        |
| 厦門航空     |        |
| 上海航空     |        |
| 吉祥航空     |        |

### 国際線
| 航空会社                     | 就航地                                                                              |
| ---------------------------- | ----------------------------------------------------------------------------------- |
| 吉祥航空                     | 大阪/関西                                                                           |
| 中国南方航空                 | 東京/成田、大阪/関西、ソウル/仁川、ハノイ、クアラルンプール、シンガポール、ナイロビ |
| 海南航空                     | ロンドン/LHR                                                                        |
| アシアナ航空                 | ソウル/仁川                                                                         |
| タイ・ベトジェットエア       | バンコク/スワンナプーム                                                             |
| エアアジアX                  | クアラルンプール                                                                    |
| バティック・エア・マレーシア | クアラルンプール                                                                    |
| スクート                     | シンガポール                                                                        |
| ラオス国営航空               | ビエンチャン                                                                        |

## 航空事故
- 2004年5月28日 : 南アフリカ共和国の小型機1機が当空港付近に墜落。

## アクセス
- 近接している磁浮機場駅より磁浮高鉄駅(長沙火車南站駅)との間に長沙磁浮快線が運行されている。所要時間は約20分である。